# Svenska mästerskapen i fälttävlan 1978
Svenska mästerskapen i fälttävlan 1978 avgjordes i Skövde . Tävlingen var den 28:e upplagan av Svenska mästerskapen i fälttävlan.

## Resultat
| Placering | Ryttare        | Häst     |
| --------- | -------------- | -------- |
| 1         | Jonas Hugosson | Colombey |
| 2         | Jonas Hugosson | Dragero  |
| 3         | Per Hjertén    | Kilroy   |